# 고누리
고누리(영어: Konuri, totos, 1998년 8월 16일 ~)는 대한민국의 그림 방송 유튜버다. 2015년 3월 11일 유튜브에 첫 영상을 올린것을 시작으로 메이플스토리 2와 관련된 만화를 제작해 올렸다. 그러나 메이플스토리2의 여러 문제점들로 인해 메이플스토리로 옮겼는데 2018년 1월 11일에 올린 스우 만화가 100만이 넘는 조회수를 받으면서 떡상하였다.
2018년 9월 26일 군 입대로 인해 활동을 잠시 중단하였다. 그런데 군대에 있는 동안 기존 영상들이 알고리즘의 선택을 받아 10만 구독자를 달성하였다. 이후 2020년 5월 17일 고누리 전역 했습니다! 영상을 올리며 복귀하였다. 
2021년 6월 8일 충치 만화를 올렸는데 약 한달만에 조회수 1000만을 돌파할 정도로 초대박을 치게 되었고 사랑니 만화 역시 성공하며 국내외에 자신의 채널을 알렸다. 2022년 5월 경엔 구독자 100만을 돌파하면서 초대형 다분야 애니메이터 유튜버로 성장하였다.
그러나 후술할 여러 논란들로 인해 2023년 3월 29일 유튜브 활동 중단을 선언하였으나 1달 뒤인 4월 29일 복귀하였다.

## 상세
만화 그림 열심히 하겠습니다.
- 고누리 유튜브 채널 설명란

## 주해
1. ↑  totos는 고누리가 과거 디시인사이드의 메이플스토리2 갤러리에서 활동하던 당시 사용하던 닉네임
2. ↑  유튜브 활동 중단 선언 이전에는 "만화 그림, 방송도 함! 열심히 할게요."였다.